# Virtus Eirene Ragusa 2011-2012
La stagione 2011-2012 della Virtus Eirene Ragusa è stata la terza consecutiva disputata in Serie A2 femminile.

## Stagione
Sponsorizzata dalla Passalacqua Spedizioni, la società ragusana si è classificata al secondo posto nel Girone Sud della seconda serie e ha partecipato ai play-off per la promozione. Ha eliminato il Napoli Women ma si è fermata in semifinale contro Chieti.

## Rosa
| Giocatrici |
| ---------- |

| N° | Naz.                 | Ruolo | Sportivo             | Anno | Alt. |  |
| -- | -------------------- | ----- | -------------------- | ---- | ---- |  |
| 5  | Italia (bandiera)    | G     | Mara Buzzanca        | 1976 | 170  |  |
| 7  | Italia (bandiera)    | AC    | Ludovica Chimenz     | 1990 | 186  |  |
| 8  | Italia (bandiera)    | GA    | Valeria Carnemolla   | 1982 | 168  |  |
| 10 | Mozambico (bandiera) | C     | Clarisse Machanguana | 1973 | 193  |  |
| 11 | Italia (bandiera)    | AC    | Silvia Sarni         | 1987 | 188  |  |
| 14 | Russia (bandiera)    | A     | Svetlana Kuznecova   | 1965 | 185  |  |
| 15 | Italia (bandiera)    |       | Valeria Cappellone   | 1981 |      |  |
| 16 | Italia (bandiera)    | G     | Linda Manzini        | 1990 | 176  |  |
| 17 | Italia (bandiera)    | C     | Martina Cataldi      | 1994 | 175  |  |
| 20 | Italia (bandiera)    | A     | Lia Valerio          | 1987 | 181  |  |
| 21 | Italia (bandiera)    | G     | Federica Mazzone     | 1983 | 176  |  |

| Staff tecnico                                 |
| --------------------------------------------- |
| Allenatore: Marco Savini                      |
| Assistente allenatore: Maurizio Ferrara       |
| Allenatore settore giovanile: Pippo Terranova |
| Addetto statistiche: Valeria Padua            |
| Preparatore atletico: Giuseppe Bocchieri      |

| Giocatrici acquisite a stagione in corso |
| ---------------------------------------- |

| N° | Naz.              | Ruolo | Sportivo                      | Anno | Alt. |  |
| -- | ----------------- | ----- | ----------------------------- | ---- | ---- |  |
| 13 | Italia (bandiera) | C     | Martina Bestagno (dal 3 feb.) | 1990 | 189  |  |

| Giocatrici cedute a stagione in corso |
| ------------------------------------- |

| N° | Naz. | Ruolo | Sportivo | Anno | Alt. |  |
| -- | ---- | ----- | -------- | ---- | ---- |  |

Scheda su LegABasketFemminile.it

## Dirigenza
- Presidente: Gianstefano Passalacqua
- Vicepresidente: Davide Passalacqua
- Direttore sportivo: Emanuele Marino
- Segretario, addetto marketing e logistica: Raffaele Carnemolla
- Dirigente accompagnatore: Giovanni Carbone
- Dirigente responsabile: Salvatore Padua
- Addetto stampa: Alessandro Bongiorno
- Responsabile settore giovanile: Pippo Terranova